# Gran Premi de Mònaco del 1965
Resultats del Gran Premi de Mònaco de Fórmula 1 de la temporada 1965, disputat al circuit urbà de Montecarlo el 30 de maig del 1965.

## Resultats de la cursa
| Pos | No | Pilot           | Equip            | Voltes | Temps/ Retir.     | Pos. de sort. | Punts |
| --- | -- | --------------- | ---------------- | ------ | ----------------- | ------------- | ----- |
| 1   | 3  | Graham Hill     | BRM              | 100    | 2h 37' 39. 6      | 1             | 9     |
| 2   | 17 | Lorenzo Bandini | Ferrari          | 100    | + 1' 04.0 min.    | 4             | 6     |
| 3   | 4  | Jackie Stewart  | BRM              | 100    | + 1' 41.9 min.    | 3             | 4     |
| 4   | 18 | John Surtees    | Ferrari          | 99     | Sense combustible | 5             | 3     |
| 5   | 7  | Bruce McLaren   | Cooper - Climax  | 98     | + 2 Voltes        | 7             | 2     |
| 6   | 14 | Jo Siffert      | Brabham - BRM    | 98     | + 2 Voltes        | 10            | 1     |
| 7   | 12 | Jo Bonnier      | Brabham - Climax | 97     | + 3 Voltes        | 13            |       |
| 8   | 2  | Denny Hulme     | Brabham - Climax | 92     | + 8 Voltes        | 8             |       |
| 9   | 9  | Bob Anderson    | Brabham - Climax | 85     | + 15 Voltes       | 9             |       |
| 10  | 10 | Paul Hawkins    | Lotus - Climax   | 79     | Accident          | 14            |       |
| Ret | 1  | Jack Brabham    | Brabham - Climax | 43     | Motor             | 2             |       |
| Ret | 15 | Richard Attwood | Lotus - BRM      | 43     | Rodes             | 6             |       |
| Ret | 19 | Ronnie Bucknum  | Honda            | 33     | Caixa canvi       | 15            |       |
| Ret | 11 | Frank Gardner   | Brabham- BRM     | 29     | Motor             | 11            |       |
| Ret | 16 | Mike Hailwood   | Lotus - BRM      | 12     | Caixa canvi       | 12            |       |
| Ret | 20 | Richie Ginther  | Honda            | 0      | Palier / Eix      | 17            |       |
| NVQ | 8  | Jochen Rindt    | Cooper - Climax  |        |                   |               |       |

## Altres
- Pole: Graham Hill 1' 32. 5
- Volta ràpida: Graham Hill 1' 31. 7 (volta 82)
- Debut de Denny Hulme
- La caiguda a l'aigua del port de Paul Hawkins és l'última registrada fins a l'actualitat.